# Yannick Agnel
Yannick Agnel (ur. 9 czerwca 1992 w Nîmes) – francuski pływak, dwukrotny złoty medalista igrzysk olimpijskich w Londynie, wicemistrz olimpijski z Londynu, mistrz świata na krótkim basenie, mistrz Europy.
Największymi sukcesami Angela są zdobyte dwa złote medale podczas igrzysk olimpijskich w Londynie w 2012 roku. Wygrał konkurencję 200 m stylem dowolnym oraz był w składzie zwycięskiej sztafety 4 × 100 m stylem dowolnym. Francuz wywalczył również srebrny medal w sztafecie 4 × 200 m stylem dowolnym.
Startując na Mistrzostwach świata Angel wygrał w 2011 roku srebrny medal w Szanghaju płynąc w sztafecie 4 × 200 m stylem dowolnym.
W 2010 roku Francuz został mistrzem świata na krótkim basenie z Dubaju na 4 × 100 m stylem dowolnym. Zdobył jeszcze brązowy medal w konkurencji 4 × 200 m stylem dowolnym. W tym samym roku zwyciężył jeszcze na mistrzostwach Europy w Budapeszcie na dystansie 400 m stylem dowolnym. Ponadto na drugim miejscu ukończył wyścig wraz z drużyną na 4 × 100 m stylem dowolnym oraz na trzecim 4 × 200 m stylem dowolnym.
Jego trenerem jest Fabrice Pellerin. Był związany z Camille Muffat.
W 2012 został wybrany najlepszym pływakiem w Europie.